# Peter Banda
Peter Banda (ur. 22 września 2000 w Blantyre) – piłkarz malawijski grający na pozycji prawoskrzydłowego. Od 2021 jest piłkarzem klubu Simba SC.

## Kariera klubowa
Swoją karierę piłkarską Banda rozpoczął w klubie Griffin Young Stars. W 2019 roku przeszedł do Nyasa Big Bullets. W 2019 roku zadebiutował w jego barwach w pierwszej lidze malawijskiej i w debiutanckim sezonie wywalczył z nim mistrzostwo Malawi.
W lutym 2021 Banda został wypożyczony do mołdawskiego Sheriffa Tyraspol. Swój ligowy debiut w nim zaliczył 20 lutego 2021 w zwycięskim 4:1 domowym meczu ze Sfîntul Gheorghe Suruceni. W sezonie 2020/2021 wywalczył z Sheriffem mistrzostwo Mołdawii.
Latem 2021 Banda został zawodnikiem tanzańskiego klubu Simba SC.

## Kariera reprezentacyjna
W reprezentacji Malawi Banda zadebiutował 26 maja 2019 w wygranym 3:0 meczu COSAFA Cup 2019 z Seszelami, rozegranym w Umlazi. W 2022 został powołany do kadry na Puchar Narodów Afryki 2021. Na tym turnieju zagrał w dwóch meczach grupowych: z Gwineą (0:1) i z Zimbabwe (2:1).